# Mészáros Tamás (újságíró)
Mészáros Tamás (Budapest, 1947. március 23. –) Jászai Mari-díjas magyar újságíró, színikritikus, rendező.

## Életpályája
1971-ben szerezte meg diplomáját az ELTE Bölcsészettudományi Karán, de már 1968-ban megjelent első színikritikája az akkor indult Színház című periodikában.
1972 és 1975 között a Magyar Rádió kulturális szerkesztő-riportere volt. 1975 és 2000 között a Magyar Hírlap színikritikusa, majd kulturális rovatvezetője volt. Ő szerkesztette a lap Ahogy tetszik című kulturális mellékletét is. Ezzel párhuzamosan éveken át műsorvezetője volt a Magyar Televízió Stúdió című kulturális magazin-műsorának. Ugyancsak kritikusa volt az Új Tükör című hetilapnak.
1986 és 2010 között a Vígszínház vezető művészeti tanácsadója is volt, több darabot rendezett is.
2000-től 2016 áprilisáig volt a 168 Óra főmunkatársa, de közben a Népszavában is volt rovata. Alapító tagja és állandó résztvevője volt az ATV Újságíróklub című műsorának 2001 novemberétől a műsor 2015 júniusi megszűnéséig.

### Színházi rendezések
- Árulás (2000)
- Bölcs Náthán (2001)
- Rejtett Játékok (2002)
- A hűtlenek (2004)
- Szenvedély (2004)
- A kitaszított (2008)

## Díjai
- Színikritikusok Díja (1984)
- Jászai Mari-díj (1989)
- Sajtópáholy-díj (1997)
- Makó Lajos-díj (1998)
- Virág F. Éva-díj (2000)
- Magyar Köztársasági Érdemrend lovagkeresztje (2002), polgári tagozat
- Radnóti Miklós antirasszista díj (közéleti) (2002)

(Forrás: PIM)

## Könyvei
- Kulisszák nélkül – Beszélgetések a színházról, NPI, Budapest, 1978,(Szkénetéka)
- Maszk nélkül – Kritikák, interjúk, tanulmányok, NPI, Budapest, 1983, (Szkénetéka)
- Markó táncszínháza, Múzsák, Budapest, 1984
- Szabad/szemmel – A nyolcvanas évek színházáról, Széphalom Könyvműhely, Budapest, 1991
- Rosta, Szabad Tér, Budapest, 1994
- "A Katona" – Egy korszak határán, Pesti Szalon, Budapest, 1997
- Rendkívüli állapot, 1998-2002, Magyar Könyvklub–Közszereplők Európai Akadémiája, Budapest, 2003
- Vészhelyzet – 4 év a centrális erőtérben, Noran Libro, Budapest, 2014, ISBN 978-615-5274-66-4, (fülszöveg a Moly.hu-n)

## Családja
Édesanyja, Lampel Ica (Magyarországon szépségkirálynő volt 1932-ben). Anyai nagyszülei dr. Lampel Mór Miklós orvos és Szenes Ella (1890–1963) voltak.
Lánya Mészáros Antónia, aki korábban a BBC, az MTV, később az ATV munkatársa volt. Ezt követően az UNICEF magyarországi ügyvezető igazgatója.